# Sredni Chelbas
Sredni Chelbas (del ruso: Средний Челбас) es un jútor del raión de Pávlovskaya del krai de Krasnodar, en Rusia. Está situado a orillas del Sredni Chelbas, tributario del Chelbas, 27 km al suroeste de Pávlovskaya y 108 km al nordeste de Krasnodar, la capital del krai. Tenía 1 069 habitantes en 2010.
Pertenece al municipio Srednechelbaskoye.